# كأس الاتحاد الإنجليزي 2009–10
كأس الاتحاد الإنجليزي 2009–10 (بالإنجليزية: 2009–10 FA Cup)‏ هو الموسم 129 من  كأس الاتحاد الإنجليزي. الذي يشرف على تنظيمه الاتحاد الإنجليزي لكرة القدم، وكان عدد الأندية المشاركة فيه  762، وفاز فيه تشيلسي.